# Кременчуцький район (1939—2020)
Кременчу́цький райо́н — колишній район України у південно-західній частині Полтавської області України з адміністративним центром у місті Кременчук, який існував з 1939 по 2020 роки і був ліквідований під час адміністративно-територіальної реформи в Україні. Район був розташований у Полтавській області, в основному, на лівому березі Дніпра і лише невелика його частина на Правобережжі. Населення району становило 41,9 тис. осіб. Площа району — 1,02 тис. км².
Район був розташований у межах Придніпровської низовини, в лісостеповій зоні. Західну частину району омивали води Кременчуцького водосховища. Протяжність району була: північ-південь — 46 км, захід-схід — 52 км.
Землі району на північному заході межували з Глобинським, а на північному сході з Козельщинським районами. На заході та півдні район межує з Онуфріївським та Світловодським районами Кіровоградської області.

## Географія
Рельєф являє собою хвилясту рівнину. Геологічна будова території району визначається його розташуванням у межах Східно-Європейської платформи. Кременчуцький район знаходиться в котловині Курсько-Донецької магнітної аномалії, на межі сходу льодовика. Під час переміщення він витискав у цю котловину ґрунти й біологічні організми північних ґрунтів.
Через Кременчуцький район протікають річки Дніпро, Псел, Сухий Омельник, Сухий Кагамлик, Крива Руда. Ґрунти району переважно чорноземні. Вони займають близько 44% площ і є основними ґрунтами для вирощування сільськогосподарських культур. Клімат району помірно континентальний, з нестійким зволоженням, холодною зимою і жарким, а іноді сухим літом. Корисні копалини: залізна руда, граніт, глина, пісок. В основі території району залягають давні кристалічні породи докембрію.
Природна рослинність району зазнала великих змін внаслідок господарської діяльності людини. Ліси (сосна, дуб, тополя, вільха) займають 10,8 тис. га, що становить близько 11,6%. По берегах річок трапляються дубняки, осокирняки, зарослі верб, верболози, у штучно насаджених лісах переважає сосна. У річках зрідка трапляється видра, акліматизовано ондатру.
У Кременчуцькому районі 17 заповідних об'єктів. Площа заповідного фонду 6511,75 га, що становить 5,8% від території району.
Район розташований на межі зіткнення Київської, Харківської та Онуфріївської плит. Тому гранітні плити товщиною близько 2-х метрів у Кременчуці зустрічаються вкрай рідко і є досить зім'ятими. Коефіцієнт твердості кременчуцьких гранітів за шкалою Протод'яконова становить 14-16 із 20-ти можливих (Граніти з більшою твердістю в Україні зустрічаються у Житомирській області). Серед порід найпоширеніші чорний, червоний і сірий граніти, магматити (їх близько 90%). Незначну частку складають польовий шпат і кварцити. Мармуру на Кременчуччині нема.

## Історія
22 вересня 1937 року — згідно з постановою Центрального Виконавчого Комітету СРСР про утворення Кременчуцький район увійшов до складу Полтавської області.
У 1939 р. із Кременчуцької міської ради виділився Кременчуцький сільський район (Указ Президії Верховної Ради СРСР від 17 травня 1939 р.).

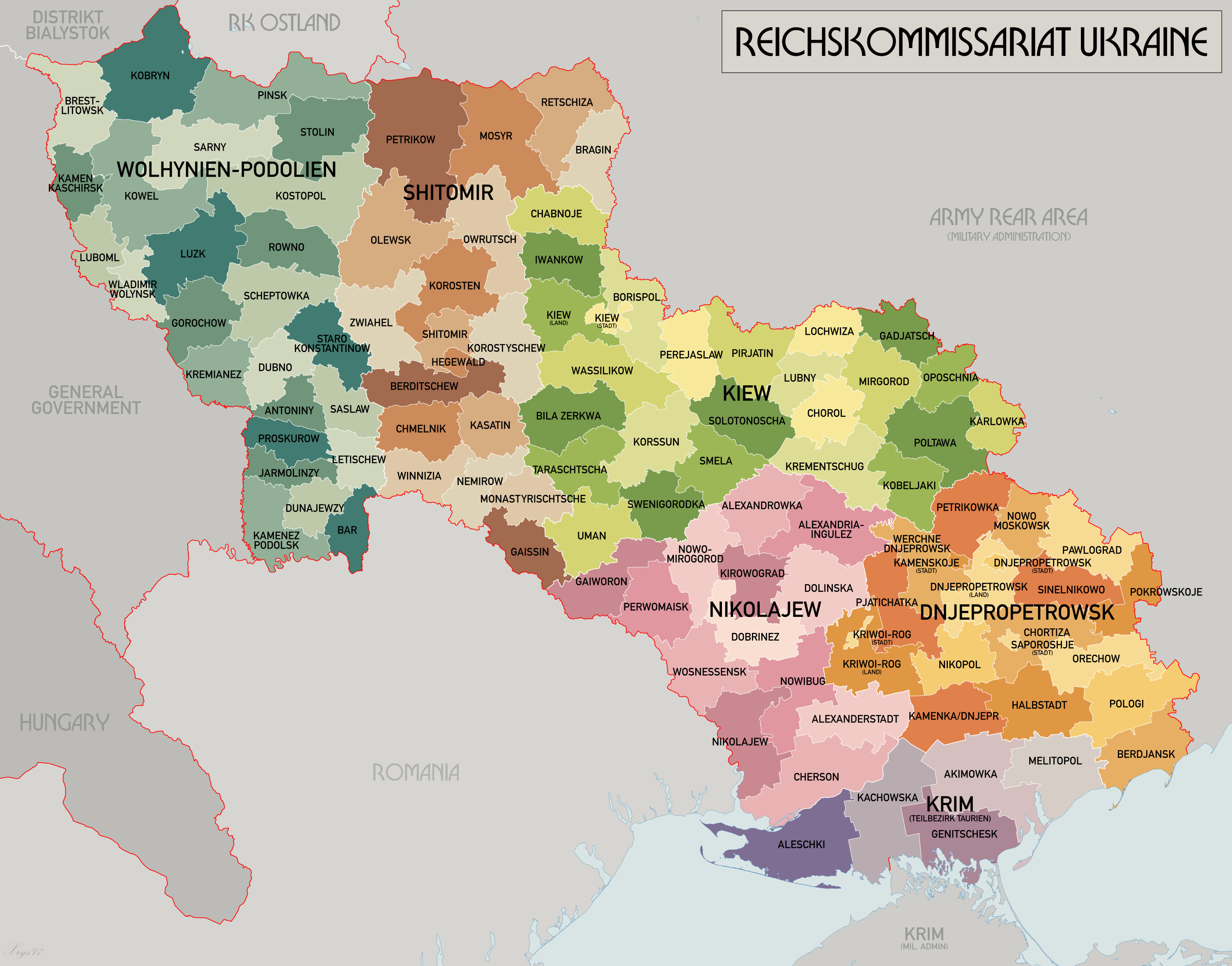
Полтавщина у складі райхскомісаріату «Україна»

Під час окупації території (вересень-жовтень 1941 р. — вересень-листопад 1943 р.) Кременчуцький район разом з Великокринківським, Градизьким, Глобинським увійшов до складу Кременчуцького ґебіту генеральної округи Київ, що в свою чергу входила до райхскомісаріату «Україна».
Починаючи з 1950-го року, виконавчий комітет Полтавської обласної ради депутатів трудящих виносив постанови про об'єднання — укрупнення сільрад: із 2-3 утворювали одну. З'являються й нові населені пункти.
25 грудня 1961 року рішенням виконкому Полтавської обласної ради депутатів трудящих населений пункт будівництва гірничо-збагачувального комбінату Кременчуцького району віднесено до категорії селищ міського типу з присвоєнням йому назви Комсомольське (зараз м. Горішні Плавні).
30 грудня 1962 р. — указом Президії Верховної Ради УРСР до категорії міст обласного підпорядкування було віднесено Кременчук (із селищами міського типу Білики, Власівка, Комсомольське — нині м. Горішні Плавні), а отже він вийшов зі складу Кременчуцького району.
10 січня 1963 року смт Білики Кременчуцької міськради передано до складу Кобеляцького району.
1 квітня 1963 року смт Власівку року передано до Кіровоградської області.
05.02.1965 Указом Президії Верховної Ради Української РСР передано Говтвянську сільраду Решетилівського району до складу Кременчуцького району.
29 грудня 1965 р. Великокохнівську селищну раду передано у підпорядкування Кременчуцькому міськвиконкому.
При спорудженні Кременчуцької ГЕС, у зв'язку із затопленням чаші Кременчуцького штучного моря, основна маса жителів с. Ялинці Градизького району наприкінці 50-х — на початку 60-х р. ХХ ст. була переселена на територію Кременчуцького району, де збудували нове село під старою назвою. 28 жовтня 1966 р. рішенням облвиконкому центр Пухальщинської сільради Кременчуцького району перенесено в с. Ялинці, а сільраду перейменовано в Ялинцівську.
7 грудня 1965 Максимівську сільраду Глобинського району передано до складу Кременчуцького району.
Смт Горішні Плавні Указом від 24 квітня 1972 року віднесено до категорії міст районного підпорядкування, а Указом від 6 квітня 1977 року — до категорії міст обласного підпорядкування.

## Влада

У цій будівлі розташовані Кременчуцька районна рада, Кременчуцька районна державна адміністрація

Місцеве самоврядування в районі здійснює Кременчуцька районна рада, виконавчу владу — районна державна адміністрація. Голова райдержадміністрації призначається Президентом України.
| #  | Посада | ПІП                            |
| -- | --- | ------------------------------ |
| 1. | Голова райдержадміністрації                                                                               | Нагорний Юрій Олексійович      |
| 2. | Перший заступник голови                                                                                   | Коваль Олександр Олександрович |
| 3. | Заступник голови з гуманітарних питань, з питань гендерної політики, охорони здоров'я                     | Бичкова Олена Дмитрівна        |
| 4. | Заступник голови з питань агропромислового комплексу, торговельного і побутового обслуговування населення | Тютюнник Олександр Іванович    |
| 5. | Керівник апарату                                                                                          | Ковінько Петро Петрович        |

| #  | Посада               | ПІП                           |
| -- | -------------------- | ----------------------------- |
| 1. | Голова районної ради | Кравченко Василь Анатолійович |

| Назва партій, депутати від яких отримали мандати | Всього обрано | В багатомандатному окрузі | В одномандатному окрузі |
| ------------------------------------------------ | ------------- | ------------------------- | ----------------------- |
| Партія регіонів                                  | 14            | 5                         | 9                       |
| Всеукраїнське об'єднання «Батьківщина»           | 5             | 4                         | 1                       |
| Фронт Змін                                       | 10            | 4                         | 6                       |
| Комуністична партія України                      | 3             | 2                         | 1                       |
| Наша Україна                                     | 3             | 2                         | 1                       |
| Сильна Україна                                   | 2             | 1                         | 1                       |
| Соціалістична партія України                     | 1             | 1                         | —                       |
| Всього                                           | 38            | 19                        | 19                      |

## Політика
25 травня 2014 року відбулися Президентські вибори України. У межах Кременчуцького району було створено 38 виборчих дільниць. Явка на виборах складала — 61,39% (проголосували 21 730 із 35 399 виборців). Найбільшу кількість голосів отримав Петро Порошенко — 63,35% (13 767 виборців); Юлія Тимошенко — 12,11% (2 631 виборців), Олег Ляшко — 6,91% (1 502 виборців), Анатолій Гриценко — 4,38% (952 виборців), Сергій Тігіпко — 3,53% (767 виборців). Решта кандидатів набрали меншу кількість голосів. Кількість недійсних або зіпсованих бюлетенів — 1,20%.

## Адміністративний поділ
Адміністративно-територіально район поділяється на 19 сільських рад, які об'єднують 73 населені пункти та підпорядковані Кременчуцькій районній раді. Адміністративний центр — місто Кременчук, хоча сам Кременчук як місто обласного значення до району не входить.
Назви сільських рад:
| - Білецьківська - Бондарівська - Бориславська - Демидівська - Запсільська - Кам'янопотоківська - Келебердянська - Кобелячківська - Майбородівська - Максимівська | - Недогарківська - Омельницька - Піщанська - Потоківська - Пришибська - Рокитненська - Салівська - Новознам'янська - Ялинцівська |

Зниклі села: Камиші (1982), Новоселівка-Шевченкове (1996), Паризька Комуна (2000).
Входить до складу виборчого округу 150 разом з містом Горішні Плавні, частиною Автозаводського району (мікрорайон Ближнє Молодіжне і все що на північ від нього) міста Кременчук і Глобинським районом.

## Демографія

### Населення
Розподіл населення за віком та статтю (2001):
| Стать | Всього | До 15 років | 15-24 | 25-44 | 45-64 | 65-85 | Понад 85 |
| --- | ------ | ----------- | ----- | ----- | ----- | ----- | -------- |
| Чоловіки | 20 259 | 3342        | 2785  | 5838  | 5578  | 2601  | 115      |
| Жінки | 23 713 | 3192        | 2709  | 5532  | 6398  | 5205  | 677      |
| \| Статево-вікова піраміда \| Статево-вікова піраміда \| Статево-вікова піраміда \| \| ----------------------- \| ----------------------- \| ----------------------- \| \| Чоловіки \| Вік \| Жінки \| \| 115 \| 85 + \| 677 \| \| 195 \| 80-84 \| 743 \| \| 531 \| 75-79 \| 1502 \| \| 947 \| 70-74 \| 1633 \| \| 928 \| 65-69 \| 1327 \| \| 1814 \| 60-64 \| 2245 \| \| 1011 \| 55-59 \| 1262 \| \| 1330 \| 50-54 \| 1438 \| \| 1423 \| 45-49 \| 1453 \| \| 1526 \| 40-44 \| 1529 \| \| 1573 \| 35-39 \| 1392 \| \| 1321 \| 30-34 \| 1331 \| \| 1418 \| 25-29 \| 1280 \| \| 1410 \| 20-24 \| 1336 \| \| 1375 \| 15-20 \| 1373 \| \| 1412 \| 10-14 \| 1402 \| \| 1093 \| 5-9 \| 1056 \| \| 837 \| 0-4 \| 734 \| |        |             |       |       |       |       |          |
| Статево-вікова піраміда |        |             |       |       |       |       |          |
| Чоловіки | Вік    | Жінки       |       |       |       |       |          |
| 115 | 85 +   | 677         |       |       |       |       |          |
| 195 | 80-84  | 743         |       |       |       |       |          |
| 531 | 75-79  | 1502        |       |       |       |       |          |
| 947 | 70-74  | 1633        |       |       |       |       |          |
| 928 | 65-69  | 1327        |       |       |       |       |          |
| 1814 | 60-64  | 2245        |       |       |       |       |          |
| 1011 | 55-59  | 1262        |       |       |       |       |          |
| 1330 | 50-54  | 1438        |       |       |       |       |          |
| 1423 | 45-49  | 1453        |       |       |       |       |          |
| 1526 | 40-44  | 1529        |       |       |       |       |          |
| 1573 | 35-39  | 1392        |       |       |       |       |          |
| 1321 | 30-34  | 1331        |       |       |       |       |          |
| 1418 | 25-29  | 1280        |       |       |       |       |          |
| 1410 | 20-24  | 1336        |       |       |       |       |          |
| 1375 | 15-20  | 1373        |       |       |       |       |          |
| 1412 | 10-14  | 1402        |       |       |       |       |          |
| 1093 | 5-9    | 1056        |       |       |       |       |          |
| 837 | 0-4    | 734         |       |       |       |       |          |

Національний склад населення за даними перепису 2001 року:
| Національність | Кількість осіб | Відсоток |
| -------------- | -------------- | -------- |
| українці       | 41021          | 93,28%   |
| росіяни        | 2317           | 5,27%    |
| білоруси       | 167            | 0,38%    |
| цигани         | 103            | 0,23%    |
| молдовани      | 97             | 0,22%    |
| інші           | 270            | 0,61%    |

Мовний склад населення за даними перепису 2001 року:
| Мова       | Кількість осіб | Відсоток |
| ---------- | -------------- | -------- |
| українська | 41225          | 93,75%   |
| російська  | 2455           | 5,58%    |
| циганська  | 92             | 0,21%    |
| білоруська | 78             | 0,18%    |
| молдовська | 41             | 0,09%    |
| інші       | 84             | 0,19%    |

Населення Кременчуцького району — 41,9 тис. осіб (на 30.05.11), у тому числі:
- Сільського населення — 41,5 тис. осіб.
- Працездатного населення — 22,0 тис. осіб.

Природне скорочення — 407 особи.
Протягом року народилося — 487 особа.
Померло 894 особи.
Щільність населення на км². — 34,9 осіб.
Народжуваність (на 1000 жителів) — 11,7 осіб.
Смертність (на 1000 жителів) — 21,5 особи.
Природне скорочення населення (на 1000 жителів) — 9,8 осіб

### Зайнятість населення
- У народному господарстві району працює 4422 особи[5]
- У сфері матеріального виробництва — 41,0[5]

з них у:
- промисловості — 392 особи[5]
- сільському господарству — 1278 осіб[5]

## Економіка
У районі працює З промислових підприємства: 
- ТОВ «Текло-Дніпро»;
- ЗАТ «Ізумруд» (завод мінеральних вод);
- приватне підприємство «Гумотехніка».

6 сільськогосподарських кооперативів, 10 приватних с/г підприємств, 5 с/г товариства з обмеженою відповідальністю та 2 с/г закритих акціонерних товариств. Найбільші з них: сільськогосподарський кооператив «Дніпро», приватні с/г підприємства «Колос», «Майбородівське», птахофабрика «Росія».
Виробництвом с/г продукції займаються 78 фермерських господарств, яким передано 2500 га землі.

### Промисловий комплекс
- Кількість підприємств — 4[5]
- Обсяг промислового виробництва — 246,5 млн грн (по реалізації)[5]

Структура промислового виробництва (від обсягу виробництва району)
- харчова промисловість — 95,7℅
- хімічна — 4,3%

### Сільське господарство
| Найменування колгоспу, радгоспу                       | Найменування населеного пункту, де знаходиться господарський центр | Найменування сільради       |
| ----------------------------------------------------- | ------------------------------------------------------------------ | --------------------------- |
| Колгоспи:                                             |                                                                    |                             |
| Дружба                                                | с.Демидівка                                                        | Омельницька сільська        |
| Іскра Леніна                                          | с.Недогарки                                                        | Ялинцівська сільська        |
| імені Кірова                                          | с.Бондарі                                                          | Бондарівська сільська       |
| імені Куйбишева                                       | с.Максимівка                                                       | Максимівська сільська       |
| імені Леніна                                          | с.Салівка                                                          | Салівська сільська          |
| імені Мічурина                                        | с.Вільна Терешківка                                                | Червонознам'янська сільська |
| імені Свердлова                                       | с.Піщане                                                           | Піщанська сільська          |
| Україна                                               | с.Кобелячок                                                        | Салівська сільська          |
| Верхньодніпровець - рибколгосп                        | м.Кременчук                                                        | Кременчуцька міська         |
| імені Орджонікідзе рибколгосп                         | с.Келеберда                                                        | Салівська сільська          |
| Радгоспи:                                             |                                                                    |                             |
| Більшовик                                             | с.Білецьківка                                                      | Білецьківська сільська      |
| імені Ватутіна                                        | с.Пришиб                                                           | Пришибська сільська         |
| Комсомольський                                        | с.Солонці                                                          | Дмитрівська сільська        |
| Кременчуцький                                         | с.Омельник                                                         | Омельницька сільська        |
| імені Петровського                                    | с.Гориславці                                                       | Піщанська сільська          |
| Птахобрика Росія                                      | с.Потоки                                                           | Потоківська сільська        |
| ім.60-річя Великої Жовтневої соціалістичної революції | с.Майбородівка                                                     | Майбородівська сільська     |
| імені Щорса                                           | с.Кам'яні Потоки                                                   | Кам'янопотоцька сільська    |
| Рокитненський                                         | с.Пятихатки                                                        | Рокитненська сільська       |

- Кількість сільськогосподарських підприємств — 26[5]
- Фермерських господарств — 76[5]

Площа сільгоспугідь становить 68,344 тис. га
- ріллі 50,481 тис. га
- пасовищ 12,078 тис. га
- сіножаті 2,292 тис. га

Обсяг сільськогосподарського виробництва по сільськогосподарським підприємствам — 104,2 млн грн.
Основні галузі рослинництва:
- вирощування зернових культур
- насіння соняшнику
- ріпак
- соя
- виробництво кормів

Основні галузі тваринництва:
- скотарство
- свинарство
- птахівництво
- виробництво молока
- виробництво м'яса ВРХ та свиней
- виробництво яєць

Станом на 2013 рік господарствами району цього року посіяно ярих культур на площі 23975 га, у тому числі:
- ярої пшениці — 225 га,
- ярого ячменю — 1350 га,
- вівса — 32 га,
- гороху — 115 га,
- соняшнику — 5207 га,
- кукурудзи — 10092 га,
- сої — 6954 га.

### Торгівля і сфера послуг
Роздрібний товарообіг
- Всього за 2010 рік — 53,8 млн грн.
- На душу населення — 1295,8 грн.

Мережа підприємств:
- Магазини: — 134 одиниць
  - їх торгова площа — 8,1 тис. м².
  - Забезпеченість торговою площею в розрахунку на 10000 осіб — 1961,4 м².
- Ресторани, кафе, їдальні — 24 одиниці
  - у них посадкових місць — 812
  - забезпеченість посадковими місцями в розрахунку на 10 000 осіб — 195 осіб.

## Освіта
Мережа освітніх закладів у районі представлена:
- загальноосвітні навчальні заклади — 22, у яких навчаються 2748 учнів
- дошкільні заклади — 16
- позашкільні заклади — 2

Загальноосвітні навчальні заклади району поділяються на
- Гімназій — 1
- НВК — 7
- Загальноосвітніх шкіл — 14

у тому числі:
- І-ІІІ ступенів — 9
- І-ІІ ступенів — 5

Є дитячо-юнацька спортивна школа. Рік заснування — 1991. Роботою ДЮСШ охоплено 312 учнів загальноосвітніх шкіл району. В школі культивується 3 види спорту: футбол, (хлопці), гандбол (дівчата), легка атлетика, футбольна команда ДЮСШ постійною учасницею чемпіонату України серед юнаків.

## Транспорт
Через територію району проходять залізниці Харків — Одеса, Кременчук — Ромодан, Потоки-Редути.
Прокладені автомагістралі республіканського і обласного значення в напрямках: E584 (Полтава — Кишинів), Н08 (Київ — Дніпро), Кременчук — Світловодськ, Суми — Олександрія, Кременчук — Хорол.

## Медицина
Функціонує центральна районна лікарня, 2 дільничні лікарні, 8 амбулаторій. На території району функціонує санаторій-профілакторій «Вербиченька», що належить акціонерному товариству «Укртатнафта».

## Культура
Культурно-масову роботу серед населення забезпечують 100 працівників культури в 32 сільських клубах та будинках культури.

## Музеї та меморіали
У районі діє 8 музеїв на громадських засадах історичного профілю, в яких налічується 10523 експонати.
На території Кременчуцького району виявлено близько 300 археологічних пам'яток, 250 з них складають кургани 5 пам'яток природи, 7 пам'яток архітектури початку XX століття.
Є пам'ятники та меморіали.
У с. Чикалівка встановлено меморіал загиблим воїнам в роки німецько-радянської війни, у селах Пришиб та Бондарі є пам'ятники жертвам голодомору, у с. Келеберда — пам'ятник тим, хто форсував р. Дніпро в жовтні 1943 р. та інші.

## Пам'ятки

### Пам'ятки природи
- Нижньопсільський заказник

### Пам'ятки монументального мистецтва
- Пам'ятки історії Кременчуцького району